# Hailesboro (Nueva York)
Hailesboro es un lugar designado por el censo ubicado en el condado de St. Lawrence en el estado estadounidense de Nueva York. En el año 2010 tenía una población de 624 habitantes.

## Geografía
Hailesboro se encuentra ubicado en las coordenadas 44°18′26.6″N 75°26′39.37″O / 44.307389, -75.4442694.